# Zhongguo meishu quanji
Zhongguo meishu quanji (chinesisch 中國美術全集 / 中国美术全集, englisch Complete Collection of Chinese – „Gesammelte Werke der chinesischen Kunst“) ist eine in der zweiten Hälfte der 1980er Jahre in Shanghai im Verlag Shanghai Renmin Meishu Chubanshe und teilweise im Verlag Wenwu Chubanshe, Beijing, und Zhongguo Jianzhu Gongye Chubanshe, Beijing, erschienene Buchreihe. Eine erste Gruppe besteht aus 60 Bänden, sie ist auf 400 Bände geplant. Die Reihe stellt eines der umfangreichsten Sammelwerke zur chinesischen Kunstgeschichte dar.